# Mallièvre
Mallièvre é uma comuna francesa na região administrativa da Pays de la Loire, no departamento de Vendéia. Estende-se por uma área de 0,2 km². Em 2010 a comuna tinha 257 habitantes (densidade: 1 285 hab./km²).